# Verrallia aucta
Verrallia aucta – gatunek muchówki z podrzędu krótkoczułkich i rodziny Pipunculidae.
Gatunek ten opisany został w 1817 roku przez Carla Fredrika Falléna jako Cephalops aucta.
Muchówka o ciele długości od 4 do 5 mm i czarnym owłosieniu. Głowa jej ma szarobiało opylone twarz i czoło. Drugi człon czarnobrunatnych czułków porastają długie, czarne szczecinki. Tułów cechują szarawe boki oraz matowoczarne śródplecze i tarczka. Skrzydła są przezroczyste, tylko u nasady lekko zażółcone. Ich użyłkowanie odznacza się rozwidloną żyłką medialną M1+2. Przezmianki oraz łuseczki tułowiowe ubarwione są żółtobrunatnie. Brunatnoczarne odnóża mają żółtawe kolana i nasady goleni, pozbawione są wyrostków na udach.
Owad w Europie znany z Hiszpanii, Francji, Irlandii, Wielkiej Brytanii, Norwegii, Szwecji, Finlandii, Belgii, Holandii, Niemiec, Danii, Szwajcarii, Austrii, Włoch, Polski, Czech, Słowacji, Węgier, Rumunii, Bułgarii, Litwy, Łotwy, Estonii i północnej Rosji. Ponadto występuje na Bliskim Wschodzie i we wschodniej Palearktyce. Owady dorosłe są aktywne od maja do sierpnia. Spotyka się je na łąkach i w zaroślach wierzbowych.